# Gaylord Gladiator
Gaylord Gladiator – samochód osobowy klasy luksusowej wyprodukowany przez amerykańskie przedsiębiorstwo Gaylord Cars w 1955 roku.

## Historia i opis modelu

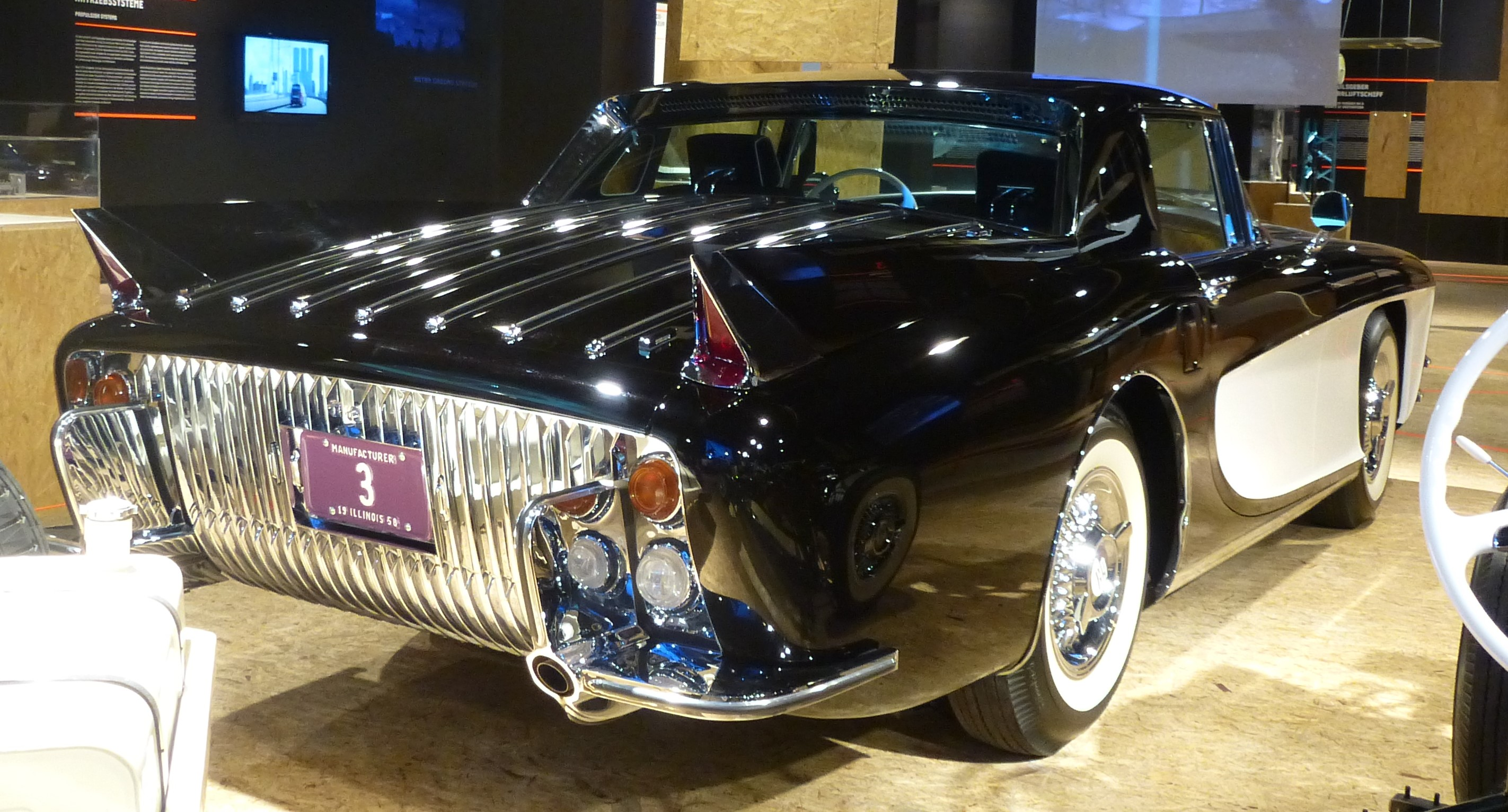
Gaylord Gladiator - tył

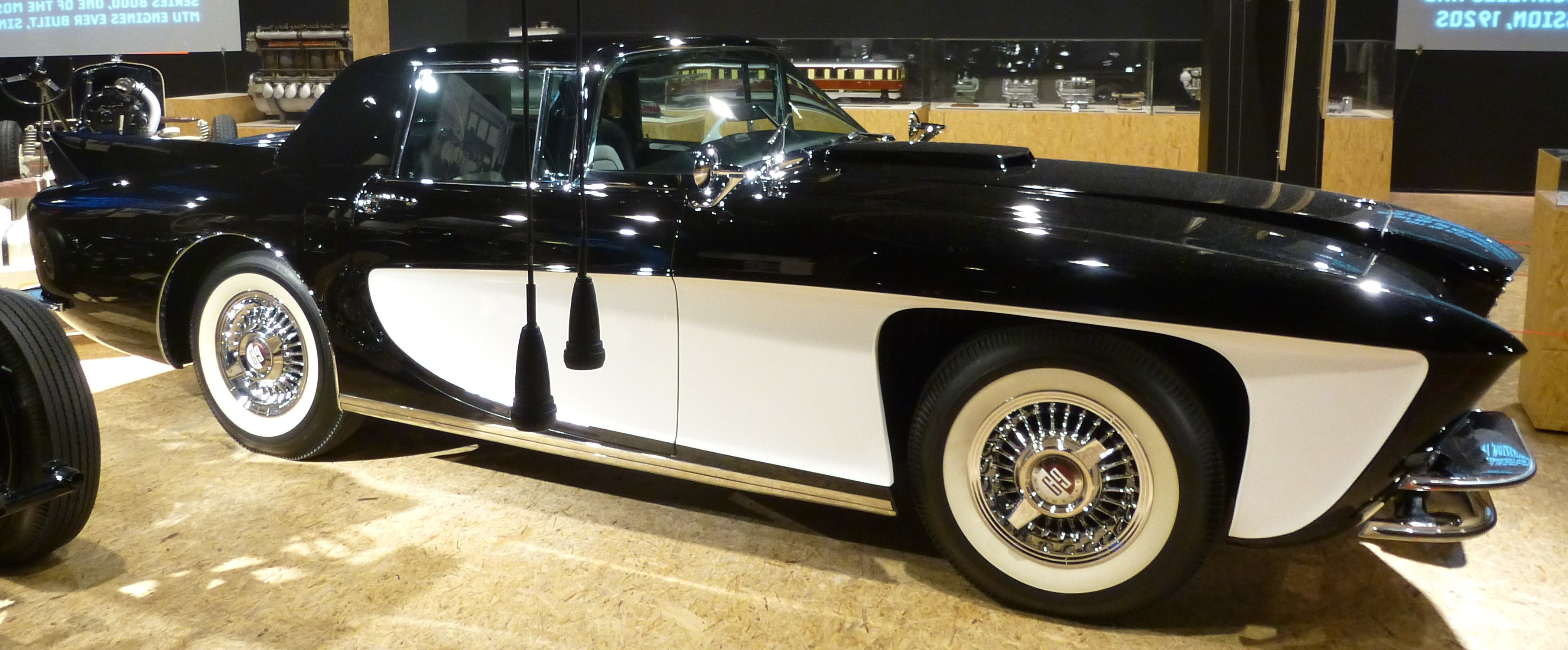
Gaylord Gladiator - sylwetka

Gaylord Gladiator powstał z inicjatywy potomków amerykańskiego przedsiębiorcy, który zbudował majątek na wsuwkach do włosów. Bracia Gaylord planowali zbudować najdroższy i najbardziej luksusowy samochód na rynku, w efekcie czego powstało 2-drzwiowe coupe o awangardowej stylizacji autorstwa Brooksa Stevensa. Nowatorskim rozwiązaniem, jak na połowę lat 50. XX wieku, było zastosowanie nadwozia łączącego twardy dach, który był składany i chowany pod klapą bagażnika na wzór współczesnych coupé-kabrioletów.
Samochód wyróżnił się charakterystycznym, dwubarwnym malowaniem nadwozia z obfitymi ozdobnikami z chromu, a także kontrastowym połączeniem czerni z białymi panelami na błotnikach i drzwiach. Wewnątrz z kolei wykorzystano mieszankę skóry i drewna, którymi obficie pokryto kokpit.
Do napędu Gladiatora wykorzystano 6-litrowy, benzynowy silnik V8 o mocy 305 KM, który zapożyczono od amerykańskiego Cadillaka. Umieszczona z przodu jednostka przenosiła moc na tylną oś, współpracując z 4-biegową automatyczną przekładnią.

### Sprzedaż
Gaylord Gladiator miał trafić do małoseryjnej produkcji ograniczonej do 25 egzemplarzy, jeszcze przed jej rozpoczęciem znajdując zainteresowancyh m.in. wśród egipskiego monarchy Faruka I, czy amerykańskiego aktora Dicka Powella. Po niezadowalających rezultatach samodzielnej budowy pierwszego prototypowego egzemplarza Gladiatora przez braci Gaylord, wytwarzanie samochodu zlecono przedsiębiorstwu FIF w RFN, które w 1955 roku wyprodukowało kolejne 2 sztuki w małych zakładach w Friedrichshafen. 
Pierwotnie cena samochodu miała wynieść 10 tysięcy ówczesnych dolarów, jednak wysokie koszty prowadzenia przedsięwzięcia zmusiły braci Gaylord do podniesienia ceny do 17 500 dolarów. Komplikacje związane z rozbieżnością pomiędzy zbudowanymi przez Niemców 2 sztukami Gladiatora, a oczekiwaniami Amerykanów, doprowadziły do upadku przedsięwzięcia w 1956 roku. Jeden samochód nabył prywatny kolekcjoner w Stanach Zjednoczonych, a drugi pozostał w posiadaniu współczesnych spadkobierców zakładów w Friedrichshafen. Ci w 2017 roku odrestaurowali Gladiatora i umieścili go w muzeum.

### Silnik
- V8 6.0l 305 Cadillac